# Hilda Melander
Hilda Melander (Stoccolma, 1º dicembre 1991) è un'ex tennista svedese.

## Biografia
Vincitrice di tre titoli nel singolare e nove nel doppio nel circuito ITF in carriera, l'8 settembre 2014 ha raggiunto il suo best ranking nel singolare WTA (311ª). Il 10 novembre 2014 ha raggiunto il miglior piazzamento mondiale nel doppio alla posizione nº 224.
Hilda Melander ha disputato cinque incontri con la squadra svedese di Fed Cup vincendone tre.